# 小溪、草地和可爱面庞
《小溪、草地和可爱面庞》（阿拉伯语：‎ ）是一部由尤斯里·纳斯尔·拉（يسري نصر الله）执导的2016年埃及喜剧电影。 它在2016年多伦多国际电影节的“当代世界电影”环节中放映。 